# فرد غالاغير (مساعد سائق)
فرد غالاغير (بالإنجليزية: Fred Gallagher)‏ هو مساعد سائق ‏ بريطاني، ولد في 16 أبريل 1952 في بلفاست في المملكة المتحدة.
- فرد غالاغير على موقع Rallye-info.com (الإنجليزية)